# Zysk energetyczny anteny
Zysk energetyczny anteny – stosunek gęstości mocy wypromieniowanej przez antenę w danym kierunku U(Θ,φ) do gęstości mocy wypromieniowanej przez antenę wzorcową przy założeniu, że do obu anten została doprowadzona taka sama moc. W przeciwieństwie do zysku kierunkowego, który zależy jedynie od charakterystyki promieniowania anteny, uwzględnia również jej sprawność.
{\displaystyle G(\Theta ,\phi )={\frac {U(\Theta ,\phi )}{P_{we}/4\Pi }}}
Najczęściej zysk energetyczny anteny podawany jest w odniesieniu do anteny izotropowej i wyrażany jest w jednostkach dBi. Czasem też podawany jest w stosunku do anteny dipolowej i wyrażany jest w jednostkach dBd.
Zysk energetyczny anteny jest zależny od jej kierunkowości i strat energetycznych anteny wynikających z materiału, z którego jest wykonana.